# Tentativa de assassinato de Robert Fico
No dia 15 de Maio de 2024, o primeiro-ministro da Eslováquia, Robert Fico, foi ferido num tiroteio em Handlová, na Eslováquia, em frente à Casa da Cultura da cidade, após uma reunião governamental, tendo sido posteriormente hospitalizado. Um suspeito foi detido pela polícia. Robert Fico encontra-se alegadamente em estado de risco de vida, tendo sofrido ferimentos no estômago, braços e pernas.

## Tiroteio
O tiroteio ocorreu à porta da Casa da Cultura da cidade de Handlová, que tinha sido palco de um debate governamental. Robert Fico estava a discursar para uma multidão na altura do tiroteio. Segundo os jornalistas, ouviram-se vários sons de tiros e o PM caiu no chão. O alegado agressor foi capturado por várias pessoas e a polícia isolou a zona. Três outros ministros foram escoltados para fora do local.
O PM foi transportado para um carro por pessoal médico e levado para um hospital de Handlová, antes de ser transportado por via aérea para um hospital da cidade de Banská Bystrica. Um funcionário do Ministério da Administração Interna da Eslováquia afirmou que Robert Fico estava consciente durante o transporte. Foram disparados vários tiros, um dos quais atingiu o ministro no abdómen e outros na cabeça e no peito, deixando-o em estado de risco de vida.

## Suspeito
Juraj Cintula de 71 anos foi imediatamente detido pela equipa de segurança do Primeiro-Ministro. De acordo com vários meios de comunicação social eslovacos, o suspeito é natural de Levice e possuía a arma de fogo legalmente no âmbito do seu trabalho de segurança privada. É autor de três livros de poesia e fundador do "Movimento contra a violência". O motivo do ataque ainda não é totalmente conhecido.

## Reacções
O vice-presidente do Conselho Nacional, Ľuboš Blaha, confirmou o tiroteio durante uma sessão legislativa que foi posteriormente suspensa e culpou a oposição política e os meios de comunicação social liberais. O Ministério da Administração Interna da Eslováquia descreveu o incidente como uma "tentativa de assassinato". Zuzana Čaputová, presidente da Eslováquia, classificou o tiroteio como "brutal e implacável" e manifestou choque pelo ataque e solidariedade para com Robert Fico. Sentimentos semelhantes foram expressos por Michal Šimečka, líder do partido da oposição Eslováquia Progressista.
Andrej Danko, Vice-Primeiro-Ministro da Eslováquia e líder do Partido Nacional Eslovaco, de tendência nacionalista, responsabilizou a oposição política e os meios de comunicação social pelo atentado e afirmou que o país estava a caminhar para uma "guerra política".
Chefes de Estado regionais e mundiais e organizações internacionais condenaram o atentado e manifestaram o seu apoio a Fico e ao povo da Eslováquia.

### Condenação do atentado
Muitos líderes condenaram o ocorrido. Entre eles contam-se: Luís Montenegro, Zuzana Čaputová, Vladimir Putin, Joe Biden, Ursula von der Leyen, Charles Michel, Olaf Scholz, Viktor Orbán, Aleksandar Vučić, Giorgia Meloni, Volodymyr Zelensky, Robert Golob, Nataša Pirc Musar, Janez Janša, Donald Tusk, Andrzej Duda, Szymon Hołownia, Mark Rutte, Jonas Gahr Støre e Secretário-geral da Organização do Tratado do Atlântico Norte, Jens Stoltenberg.